# Zhongtong Bus
Zhongtong Bus Holding Co., Ltd. (кит. 中通客车; пиньинь: Zhōngtōng Kèchē) — китайский производитель автобусов, расположенный в Ляочэне. Зарегистрирован на Шэньчжэньской фондовой бирже и является крупнейшим производителем автобусов в Китае.

## История
Компания Zhongtong Bus была основана в 1958 году под названием Liaocheng Vehicle Manufacturing and Repair Factory. Производство автобусов началось в 1971 году. В 1998 году компания была переименована в Zhongtong Bus.

## Продукция
Компания Zhongtong Bus выпускает автобусы длиной 6—18 метров, электробусы и троллейбусы на их базе.
- Zhongtong LCK6850EVG3M1
- Zhongtong LCK6720EVGA
- Zhongtong LCK6108
- Zhongtong LCK6117EVGA
- Zhongtong LCK6180DGCA
- Zhongtong LCK6103G
- Туристический автобус Zhongtong в Шэньчжэне
- Zhongtong LCK6121GHEV
- Туристический автобус Zhongtong в Танзании
- Zhongtong LCK6600BEV5
- Zhongtong LCK6910GC
- Zhongtong LCK6860HGN в Ереване

### Zhongtong LCK6600BEV
Zhongtong LCK6600BEV является нелицензионным клоном Toyota Hiace (H200). В гамме предлагается только 3 комплектации (LCK6600BEV4, LCK6600BEV6 и LCK6600BEV5PV), в каждой из которых используется гибридная трансмиссия.

## Эксплуатация
Значительная часть автобусов Zhongtong эксплуатируется в Цзинани.
Также автобусы эксплуатируются в Ереване. Большинство из них работает на метане.
В Индонезии автобусы выпускаются на заказ компанией TransJakarta.
Также автобусы эксплуатируются в России.